# Neonella montana
Neonella montana är en spindelart som beskrevs av Galiano 1988. Neonella montana ingår i släktet Neonella och familjen hoppspindlar. Inga underarter finns listade i Catalogue of Life.